# Benedikt Schöttl

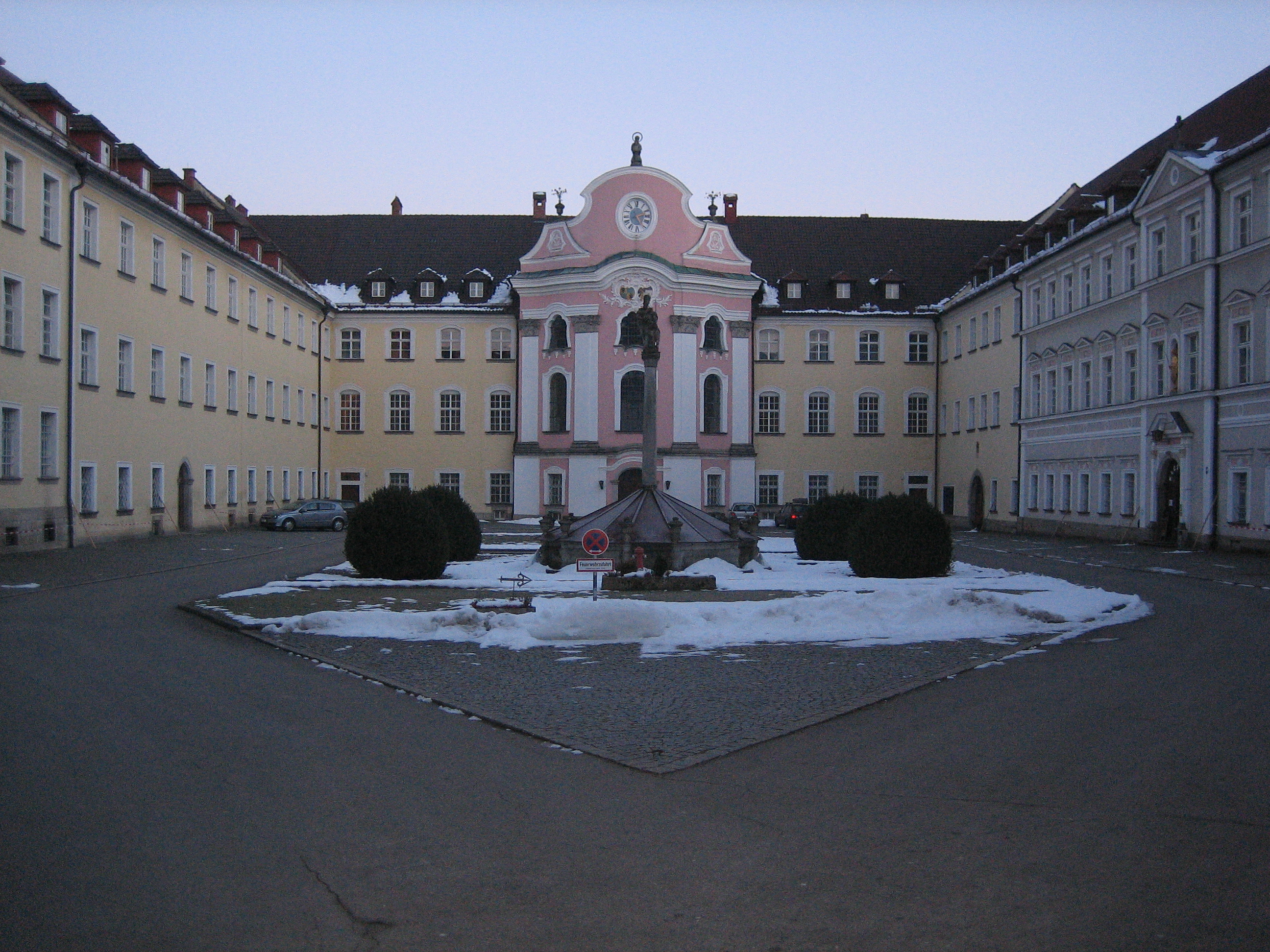
Innenhof von Kloster Metten

Benedikt Schöttl (* 1688 in Egern; † 1742 in Metten) war ein Maurermeister und Architekt des Rokoko.

## Leben und Werk
Benedikt Schöttl war Stadtmaurermeister in Deggendorf. 1690 bis 1714 wirkte er am Umbau der Wallfahrtskirche in Loh mit. Von ihm stammen auch Umbaupläne für die Kirche in Seebach (1735) und die Hl.-Grab-Kirche in Deggendorf (1737). In Stephansposching sind Turm sowie West- und Nordwand der von ihm nach 1739 erbauten Pfarrkirche St. Stephan erhalten.
Schöttl war schon frühzeitig an der Neugestaltung von Kloster Metten beteiligt. Vermutlich 1724 schuf er dort ein Hausteinportal. 1735 bis 1737 war er Bauleiter und 1736–1742 übernahm er den Bau des Festsaals.
Sein Sohn Albert trat in das Kloster Metten ein und wirkte dort als Klosterbaumeister.